# بركان الغضب (فلم)
بركان الغضب فيلم مصري من إنتاج عام 2002 عبر شركة كريمو چروب للإنتاج الفني، من بطولة تامر هجرس وفرح وشريف عبد المنعم وأحمد فؤاد سليم، إخراج مازن الجبلي.

## قصة الفيلم
تدور أحداث الفيلم بين مصر ومخيمات اللاجئين الفلسطينيين بجنوب لبنان، البطل هو «خالد» الفدائي الفلسطيني الذي يسعى إلى حل عملي وجذري للقضية الفلسطينية، فيتوجه إلى مصر لعقد صفقة سلاح، ويتعرض في رحلته لصعوبات عديدة، ولكنه يتخطاها جميعا، لتنتهي أحداث الفيلم بتوجيه رسالة مفادها أن الفلسطينيين في حاجة إلى سلاح، ولن يتحقق ذلك إلا بيد كل العرب بعد أن يوحدوا صفوفهم.

## بطولة
| - تامر هجرس:خالد شبيب - فرح:سارة - شريف عبد المنعم:حسين شاكر - أحمد فؤاد سليم:أبو أدهم - جيهان قمري:زوجة حسين - مجدي فكري:أوكسا - غسان مطر:روستي - طارق النهري:عرفة | - ليلى قمري:أم خالد - مجدي عايش:جورج - تمارا:تالين - إكرام زلط:البارون - جيهان فوزي:مريم - مصطفى الشامي:مدير الإمن - يوسف العسال: رئيس الموساد | - جابي قمري - محمد الشولي - محمد عيد - ربيع حرب - شنتال أبو جودة - سيلفيا - ساندرا | - طارق كمال - أحمد الحلواني:إبراهيم - إحسان الترك (إحسان ترك):ضابط أسرائيلي - رؤوف الديب - شريف حسين - وليد يوسف - آمال شاكر |

## فريق العمل
- إخراج: مازن الجبلي
- تأليف: أحمد الخطيب
- إنتاج: محمد عايش
- توزيع: الشركة العربية للإنتاج والتوزيع السينمائي
- مونتاج: مها رشدي
- موسيقى: مودي الإمام
- مدير التصوير: جمال وهدان

## وصلات خارجية
- مقالات تستعمل روابط فنية بلا صلة مع ويكي بيانات
- صفحة الفيلم في قاعدة بيانات الأفلام العربية